# Трети учебен авиополк
Трети учебен авиополк (3 уап) е бивше военно формирование на Военновъздушните сили на българската армия.

## История
Създаден е през 1971 г. от 3-та и 4-та ескадрила на първи учебен авиополк в Щръклево. Полкът е базиран на летището в Долна Митрополия и въоръжен със самолети L-29. От 1978 г. полка остава само с една учебна ескадрила. През 1994 г. полка е преобразуван в отделно звено за мотивационни полети (оуазв). Година по-късно във Военновъздушното училище се осъществява за първи път от 30 години обучение на курсанти на витлови самолети. По-късно полка е включен в рамките на корпус Тактическа авиация. Закрито е през есента на 1998 г.

## Командири
Званията са към датата на заемане на длъжността:
- подп. Иван Георгиев Иванов (1971 – 1977 г.)
- майор Иван Атанасов Бачев (1977 – 1978 г.)

От 1978 г. 3-ти авиополк остава като самостоятелна ескадрила)
- капитан Петър Тодоров Тодоров (1978 – 1981 г.)
- капитан Стоимен Николов Каремов (1981 – 1985 г.)
- майор Васил Йорданов Цветанов (1985 – 1990 г.)
- подп. Никола Иванов Николов (1990 – 1994 г.)
- подп. Симеон КОСТОВ (1994 – ?) като командир на мотивационното звено